# Ronald Rodríguez
Ronald Daniel Gómez Rodríguez (ur. 22 września 1998 w San Miguel) – salwadorski piłkarz występujący na pozycji środkowego obrońcy, reprezentant Salwadoru, od 2023 roku zawodnik Águili.